# District de Prachatice
Le district de Prachatice (en tchèque : okres Prachatice) est un des sept districts de la région de Bohême-du-Sud, en Tchéquie. Son chef-lieu est la ville de Prachatice.

## Liste des communes
Le district compte 65 communes, dont 6 ont le statut de ville (město, en gras) et 4 celui de bourg (městys, en italique) :
Babice - Bohumilice - Bohunice - Borová Lada - Bošice - Budkov - Buk - Bušanovice - Chlumany - Chroboly - Chvalovice - Čkyně - Drslavice - Dub - Dvory - Horní Vltavice - Hracholusky - Husinec - Kratušín - Křišťanov - Ktiš - Kubova Huť - Kvilda - Lažiště - Lčovice - Lenora - Lhenice - Lipovice - Lužice - Mahouš - Malovice - Mičovice - Nebahovy - Němčice - Netolice - Nicov - Nová Pec - Nové Hutě - Olšovice - Pěčnov - Prachatice - Radhostice - Stachy - Stožec - Strážný - Strunkovice nad Blanicí - Šumavské Hoštice - Svatá Maří - Těšovice - Tvrzice - Újezdec - Vacov - Vimperk - Vitějovice - Vlachovo Březí - Volary - Vrbice - Záblatí - Zábrdí - Zálezly - Žárovná - Zbytiny - Zdíkov - Želnava - Žernovice.

## Principales communes
Population des dix principales communes du district au 1er janvier 2024 et évolution depuis le 1er janvier 2023 :
| Prachatice     | 11 250 | en augmentation |
| Vimperk        | 7 364  | en augmentation |
| Volary         | 3 715  | en diminution   |
| Netolice       | 2 498  | en diminution   |
| Lhenice        | 2 109  | en stagnation   |
| Vlachovo Březí | 1 748  | en augmentation |
| Zdíkov         | 1 748  | en diminution   |
| Čkyně          | 1 561  | en diminution   |
| Vacov          | 1 459  | en augmentation |
| Husinec        | 1 431  | en augmentation |